# RÅNDA
RÅNDA är ett svenskt band från Rättvik, Dalarna bestående av Simon Vågbratt, Sol Magnus Laggar, Erik Backlund, Jonathan Jobs och Alice Evensen Landström.

## Historia
RÅNDA (tidigare RONDA) startade i Rättvik och fick sitt genombrott år 2018 med sin coverversion av Roxettes hitlåt It Must Have Been Love som under samma år nådde en miljon spelningar på Spotify.
Bandet blev tilldelade priset "Årets Nykomling" under Dalecarlia Music Awards år 2016. 

## Diskografi
EP och singlar
- 2016 – Proud
- 2017 – If Only  We Were So Young Now
- 2018 – It Must Have Been Love
- 2018 – Jerusalem
- 2018 – Draw a Breath
- 2018 – All I Know

Studioalbum
- 2018 – Reservoir